# Poslední den
Poslední den (v anglickém originále The Last Day) je šestá epizoda třetí série (a celkově osmnáctá v rámci seriálu) britského sci-fi sitcomu Červený trpaslík. Poprvé byla odvysílána 19. prosince 1989 na kanálu BBC2.
Epizoda Poslední den nahradila původně zamýšlenou úvodní epizodu třetí série "Taťka". Epizoda měla pojednávat o Listerově těhotenství a měla být zakončena reprízou závěrečné scény s dvojčaty z Ozvěn budoucnosti. Nakonec se scenáristi Grant a Naylor rozhodli tento scénář nerealizovat.

## Námět
Na Trpaslíka přijde videozpráva, že Krytonova životnost již skončila a android se musí vypnout. Posádka mu uspořádá párty na rozloučenou, jenže po ní se Krytonovi ještě nechce skončit. Problém nastane ve chvíli, kdy na lodi přistane android Hudzen-10, Krytonův nástupce. 

## Děj epizody
Lister sleduje v televizi ženský box nahoře bez, když mu Kryton přiveze snídani a přitom ho informuje, že přiletěl poštovní modul. Byla v něm pouze jediná věc, zpráva pro Krytonova nájemce, že robot série Kryton 3 je nyní již na konci svého života, je pomalý, hloupý, má těžkopádný design a do 24 hodin bude automaticky aktivován jeho zkratovací čip. Kryton teď musí uspořádat své věci, rozebrat své tělo a úhledně se zabalit do bedny, v níž byl firmou dodán. Zpráva se zastaví. S tím se ovšem Lister nehodlá smířit a pokusí se androida přesvědčit, aby se nevypínal, ale Kryton už se těší na křemíkové nebe. Jak sám prohlásí: "jde o elektronický posmrtný život! Je to shromaždiště duší všech elektrických přístrojů. Robotů, kalkulaček, toastovačů, fénů na vlasy, je to místo posledního odpočinku." A když se ho Lister zeptá, jestli je to samé lidské nebe, dodá: "Lidské nebe? Co Vás nemá. Lidé nepřijdou do nebe! Ne. To si jenom, jenom někdo vymyslel, abyste se všichni nezbláznili!"
Lister si tedy promluví s Rimmerem a rozhodne se pro Krytona uspořádat prima mejdan. V důstojnickém klubu se sejde celá posádka Trpaslíka včetně Holly. Kryton dostane dárky, od Holly náhradní čip, od Rimmera hleny generála George S. Pattona v lahvičce, od Kocoura jednu z jeho náušnic a od Listera rande s robotickou Marilyn Monroe, kterou předtím sestavil. Začne se pít a mnohem později si začnou vyprávět zážitky s alkoholem, a nakonec si všichni začnou dělat legraci z Listera kvůli jeho původu. Ráno, když všichni ještě spí, se spustí druhá polovina zprávy: na Trpaslíka má dorazit Krytonův nástupce Hudzen-10, který je silnější a ve všech směrech výkonnější. Kryton se sice probudí s kocovinou, ale předchozí noc ho nadchla a už se mu nechce zemřít. Teprve teď posádce prozradí, že jeho konec má nastat v důsledku příletu jeho nástupce.
Celá posádka čeká v přistávací hale a Kocour s Listerem jsou ozbrojení bazukoidy, aby novému androidovi vysvětlili, že zde není vítán. Hudzen-10 ovšem měří přes dva metry a na hrozby nereaguje, protože byl tři miliony let ve vesmíru sám a opotřeboval se mu čip normality. Hravě se zbaví Kocoura a Listera, Rimmer uteče a Krytona se chystá zničit se slovy "nashle v křemíkovém nebi!" Kryton se chytí poslední naděje a přesvědčí ho, že žádné křemíkové nebe neexistuje, což vede k metafyzické rozpolcenosti robota, přetížení a zkratu Hudzena-10. Když se pak Lister Krytona zeptá, proč se také nepřetížil, android dodá, že dobře věděl, že lže. Protože "kam by přišly všechny kalkulačky?"

## Zajímavosti
- Robert Llewellyn se poprvé objevuje bez kostýmu Krytona jako pracovník firmy Diva-Droid Jim Reaper.[3]
- Rimmer prý strávil jedno dopoledne na lince důvěry a všech pět lidí, kteří mu volali, včetně toho, co si spletl číslo, spáchali sebevraždu. Zmínka o této skutečnosti se později opakuje v epizodě Inkvizitor, jen z dopoledne se stalo odpoledne a počet sebevrahů se o jednoho zmenšil. Zajímavé je, že v sitcomu BBC 1 Brittasovo impérium prodělal Gordon Brittas, postava ztvárněná taktéž Chrisem Barriem, shodnou zkušenost, včetně onoho zmýleného volajícího.[3]

## Kulturní reference
V epizodě zazní jména osob:
- Brigitte Nielsenová, Marilyn Monroe, George S. Patton, Jackson Pollock